# Latouchia stridulans
Espèce
Latouchia stridulans est une espèce d'araignées mygalomorphes de la famille des Halonoproctidae.

## Distribution
Cette espèce est endémique de la province de Lâm Đồng au Viêt Nam,. Elle se rencontre vers Dambri.

## Description
Le mâle holotype mesure 16,6 mm et la femelle paratype 20,4 mm.

## Publication originale
- Decae, 2019 : Three new species in the genus Latouchia Pocock, 1901 (Araneae, Mygalomorphae, Halonoproctidae) from Vietnam. Revue Suisse de Zoologie, vol. 126, no 2, p. 275-289.